# ۱۲:۰۱ (فیلم ۱۹۹۳)
۱۲:۰۱ (انگلیسی: 12:01) یک فیلم تلویزیونی علمی–تخیلی به کارگردانی جک شولدر و و بازی هلن اسلیتر، جاناتان سیلورمن، جرمی پیون و مارتین لاندو است. این فیلم در تاریخ ۵ ژوئیه ۱۹۹۳ از شبکه رسانه‌ای فاکس پخش شده‌است.